# Yağcımahmut, Havza
Yağcımahmut là một xã thuộc huyện Havza, tỉnh Samsun, Thổ Nhĩ Kỳ. Dân số thời điểm năm 2010 là 125 người.